# Echinokokkose der Pferde
Die Echinokokkose der Pferde ist eine Parasitose bei Pferden. Der Erreger ist das Finnenstadium von Echinococcus equinus (früher Pferdestamm des Dreigliedrigen Hundebandwurms), der als Endwirt Hunde (→ Bandwurmerkrankungen des Hundes) befällt. Der Bandwurm ist vor allem im Vereinigten Königreich und Irland verbreitet, Nachweise gibt es auch aus Belgien, der Schweiz und Italien.
Die Erkrankung zeigt sich zumeist unspezifisch mit Abmagerung und Leistungsabfall, kann aber auch ohne klinische Symptome verlaufen. Die Echinokokkenblasen siedeln sich vor allem in der Leber an, seltener auch in der Lunge oder Milz. Labordiagnostisch kann eine Erhöhung der Leberwerte auftreten. Bei der Sonografie können blasenartige Gebilde in der Leber nachgewiesen werden. Die Behandlung ist wenig aussichtsreich. Eine Langzeitbehandlung mit Mebendazol und Albendazol wie bei der Zystischen Echinokokkose des Menschen gilt aufgrund der geringen Erfolgsaussicht und der damit verbundenen Kosten als wenig sinnvoll.